# Vítězslav Horn (1893)
Vítězslav Horn (2. listopadu 1893, Třebíč – 24. června 1965, rodným jménem Viktor Alois Bedřich Horn) byl český lékař.

## Biografie
Vítězslav Horn se narodil jako Viktor Alois Bedřich Horn v roce 1893 v Třebíči, jeho otcem byl lékař Viktor Horn a matkou Albína Hornová. Tam také vystudoval gymnázium. V roce 1912 nastoupil na studium medicíny na Lékařskou fakultu Univerzity Karlovy, ale jeho studium přerušila první světová válka, během níž pracoval v nemocničním vlaku, později v infekční nemocnici v Brně. V roce 1919 absolvoval lékařskou fakultu, během studia byl prvním starostou Spolku československých mediků v Brně. Téhož roku nastoupil na chirurgickou kliniku Jaroslava Bakeše, kde působil až do roku 1923. V roce 1924 odešel do Jihlavy, kde pracoval jako lékař, později i jako primář chirurgického oddělení v jihlavské nemocnici.
V roce 1939 byl zatčen a uvězněn v Kounicových kolejích a ve Špilberku, kde poskytoval lékařskou péči spoluvězňům. Později byl přesunut do koncentračního tábora Buchenwald, kde poskytoval lékařskou a chirurgickou péči. V dubnu roku 1945 byl osvobozen a vrátil se do Československa. V roce 1946 byl zakládajícím členem Ligy proti rakovině.
Jeho výpověď byla zahrnuta do vyšetřování norimberských procesů, František Bláha jej obvinil, že přímo neobvinil Dr. Waldemara Hovena z pokusů na vězních a že bránil nacistické lékaře. Případ vyvrcholil v roce 1948, kdy z důvodů politických změn v Československu nebyl Vítězslav Horn nijak obviněn. Po roce 1948 byl dán na tzv. dovolenou s čekatelným a nemohl se dál věnovat práci lékaře, byla mu také zabavena velká vila v Jihlavě.
V Buchenwaldu léčil i dalšího rodáka z Třebíče, Josefa Vaňka.
Jeho synem byl profesor Vítězslav Horn, jeho manželkou byla Albína Hornová, vnučka Carla Löwa, továrníka z Jihlavy.